# 1910
Évszázadok: 19. század – 20. század – 21. század
Évtizedek: 1860-as évek – 1870-es évek – 1880-as évek – 1890-es évek – 1900-as évek – 1910-es évek – 1920-as évek – 1930-as évek – 1940-es évek – 1950-es évek – 1960-as évek
Évek: 1905 – 1906 – 1907 – 1908 –  1909 – 1910 – 1911 – 1912 – 1913 – 1914 – 1915

## Események

### Határozott dátumú események
- január 8–9. – A balkáni szocialisták első konferenciája Belgrádban.[1]
- január 17. – Megalakul a második Khuen-Héderváry-kormány.[2]
- február 2. – Új választójogi törvényt fogad el a horvát sabor (parlament).[1]
- február 5. – Nikola Tomašić kerül a horvát báni székbe.[3]
- február 10. – Megalakul a Magyarhoni Földtani Társulat Barlangkutató Bizottsága.
- február 17. – Ferenc József aláírja a bosznia-hercegovinai alkotmányos rendelkezéseket.[4]
- február 19. – Megalakul a Nemzeti Munkapárt.[5]
- március 27. – A szatmárököritói tűz, Magyarország ezidáig legtöbb halálos áldozatot követelő tűzesete (312 halott, 99 sérült)
- április 16. – Elindul Az Est,[6] Miklós Andor lapja.
- május 6. – VII. Edward halála után a brit trón V. Györgyre száll.
- május 18–28. – Bosznia-Hercegovimában megtartják az első parlamenti választásokat.[7]
- május 31. – Fokföld, Natal, Oranje Szabadállam és Transvaal egyesülésével létrejön a Dél-afrikai Unió.
- június 1. – Megkezdődik a dualista Magyarország utolsó választása, amely a Függetlenségi és Negyvennyolcas Párt bukásával és a Tisza-féle Munkapárt győzelmével végződik.[6]
- június 15. – Bogdan Žerajić merényletet kísérel meg Marijan Varešanin generális, Bosznia-Hercegovina kormányzója ellen.[1]
- június 19. – Jan Kašpar mérnök saját konstrukciójú gépén Pardubicében végrehajtja az első nyilvános csehországi repülést.[8]
- augusztus 28. – Montenegróban kikiáltják a királyságot.[1]
- november 17. – Montenegró titkos szerződést köt Oroszországgal.[9]

### Határozatlan dátumú események
- január vége – Megegyezés a magyar kormány és a horvát-szerb koalíció között. (A lényege, hogy menesztik Rauch Pál bánt és munkatársait, választási reformot ígérnek, ennek fejében a koalíció támogatja az új bánt, Nikola Tomašićot.)[1]
- október  – Választások Horvátországban. (A győzelmet a horvát-szerb koalíció szerzi meg.)[1]
- az év folyamán –
  - A magyarországi népszámlálás adatai szerint az ország lakossága meghaladja a 18 milliót, ebből valamivel kevesebb mint 10 millió vallja magát magyar anyanyelvűnek. A lakosság 62,4%-a él a mezőgazdaságból, 21,1%-a az iparból. A hatévesnél idősebb lakosságból 31,6% analfabéta.
  - Miskolc közüzemű csatornaművéhez csatolva elkészül Magyarország első – nagyobb – biológiai szennyvíztisztító telepe.[10]
  - A japán császár ellen merényletet szerveznek az anarchisták.
  - Svédországban bevezetik az általános választójogot.
  - Felkelés robban ki Portugáliában, a király elmenekül, kikiáltják a köztársaságot.
  - Japán annektálja Koreát.[11]
  - Forradalom robban ki Mexikóban a diktátor, Diaz elnök ellen.
  - Władysław Sikorski – a Lwówban megalapított Függetlenségi Haladó Demokrata Párt tagjaként – létrehozza a paramilitáris Lövészszövetséget.[12]
  - Józef Piłsudski megalakítja a Lövész nevű katonai szervezetet.[12]
  - A varsói Kereskedelmi Bank, majd a varsói Iparbank megalapítása.[12]
  - Megindul a cserkészmozgalom a lengyel területeken.[12]

## Az év témái

### 1910 az építészetben
- szeptember 8. – Átadják a közönségnek az Erzsébet-kilátót a budai János-hegyen.

### 1910 a festészetben
- Londonban megrendezik az első posztimpresszionista kiállítást.
- Amedeo Modigliani festeni kezd Párizsban.
- Kernstok Károly megfesti a Lovasok a vízparton című képét.

### 1910 a filmművészetben
- 1812 – rendező Ferdinand Zecca és Camille de Morlhon
- Afgrunden (A züllés útján) – rendező Urban Gad
- Frankenstein – rendező J. Searle Dawley
- The Wonderful Wizard of Oz – rendező Otis Turner

### 1910 az irodalomban
- Megjelenik Kosztolányi Dezső A szegény kisgyermek panaszai című verseskötete.

### 1910 a sportban
- február 6.: Diósgyőri VTK (DVTK) alapítása.
- A FTC nyeri az NB 1-et. Ez a klub ötödik bajnoki címe.

### 1910 a tudományban
- Frederick Cook kapitány, saját állítása szerint, eléri az Északi-sarkot.
- Ernst Steinitz matematikus Algebraische Theorie der Körper c. dolgozatában kiterjeszti a test fogalmát komplex számok vagy függvények halmazairól axiomatikusan definiált absztrakt struktúrává. A mai értelemben vett testelmélet megalkotása.

### 1910 a vasúti közlekedésben
- július 31. – Megnyílik a Pélmonostor–Villány–Siklós-vasútvonal.

### 1910 a zenében
- Bartók Béla és Kodály Zoltán első közös szerzői estjüket tartják.
- március 19. – Bartók I. vonósnégyesének premierje.[13]
- Az Orosz balett Párizsban bemutatja Igor Sztravinszkij A tűzmadár című balettjét, mely forradalmasítja a klasszikus balettet.
- New Yorkban bemutatják Puccini A Nyugat lánya című operáját.
- Ralph Vaughan Williams – Fantasia on a Theme of Thomas Tallis, Symphony No. 1 ('A Sea Symphony') bemutatója.

## Születések
- január 4. - Josephine Mckim, amerikai olimpiai úszó († 1992)
- január 6. – Mészöly Gyula, az MTA tagja, biológus, Kossuth-díjas növénynemesítő († 1974)
- január 11. – Trygve Bratteli, Norvégia miniszterelnöke († 1984)
- január 21. – Takács Károly kétszeres olimpiai bajnok sportlövő († 1976)
- január 26. – Major Tamás színész († 1986)
- január 27.
  - Eszenyi Olga színésznő († 1992)
  - Edvard Kardelj, szlovén származású jugoszláv kommunista politikus, a munkásönigazgatás teoretikusa, Tito legközelebbi munkatársa († 1979)
- január 29. – Dunkl Nepomuk János osztrák származású magyar zongoraművész, zeneműkiadó (* 1832)
- február 13. – Novák József tanár, régész, múzeumigazgató († 1986)
- február 19. – Jan Reychman lengyel orientalista, hungarológus, történész († 1975)
- március 5. – Bata István honvédelmi miniszter († 1982)
- március 7. – Kovács Jenő magyar állatorvos, gyógyszerkutató, egyetemi tanár († 1990)
- március 9. – Lénárd Sándor orvos, költő, író († 1972)
- március 12. – Lékai László bíboros, prímás, esztergomi érsek († 1986)
- március 13. – László Gyula történész, régész († 1998)
- március 16. – Gerevich Aladár harmincnégyszeres magyar bajnok vívó († 1991)
- március 23. – Kuroszava Akira japán filmrendező, forgatókönyv író († 1998)
- március 24. – Ortutay Gyula néprajzkutató, politikus († 1978)
- április 11. – António de Spínola katonatiszt, politikus († 1996)
- április 18. – Horváth János magyar mikrobiológus († 1970)
- április 29. - Hollós Melitta, magyar színésznő († 2002)
- május 20. – Gáldi László magyar nyelvész, irodalomtörténész, műfordító, szótárszerkesztő († 1974)
- június 1. – Hámos György magyar író († 1976)
- június 1. – Kállai Gyula politikus, a minisztertanács elnöke († 1996)
- június 1. – Jan Kodet cseh szobrászművész († 1974)
- június 11. – Jacques-Yves Cousteau francia tengerkutató († 1997)
- június 28. – Csapláros István irodalomtörténész, egyetemi tanár, a lengyel-magyar kapcsolatok kiemelkedő kutatója († 1994)
- július 14. – William Hanna amerikai rajzfilmes, a Frédi és Béni sorozat szerzőpárosának egyik tagja († 2001)
- július 19. – Bóka László magyar író, irodalomtörténész, az MTA tagja († 1964)
- július 27. – Kiss László (Leslie Kish) amerikai magyar statisztikus, a mintavételi eljárások módszertani fejlesztője, az MTA tagja († 2000)
- augusztus 4. – Rohmann Henrik hárfaművész, hárfatanár († 1978)
- augusztus 7. – Lucien Hervé magyar származású Franciaországban élő fotográfus († 2007)
- augusztus 18. – Turán Pál matematikus († 1976)
- augusztus 27. – Kalkuttai Teréz anya (eredeti nevén: Agnes Gonxha Bojaxhiu) albán származású Nobel-békedíjas apáca († 1997)
- szeptember 1. – Olgyay Aladár és Viktor műépítészek († 1964), († 1966)
- szeptember 1. – F. Rácz Kálmán magyar író, műfordító († 1980)
- szeptember 3. – Maurice Papon francia politikus, Gironde megye prefektusa, költségvetési miniszter († 2007)
- szeptember 7. – Várszegi József olimpiai bronzérmes atléta, gerelyhajító († 1977)
- szeptember 16. – Kutasi György olimpiai bajnok vízilabdázó († 1977)
- szeptember 22. – Faludy György magyar költő, műfordító († 2006)
- szeptember 24. – Vas István magyar költő, író († 1991)
- október 6. – Bencsik István  magyar középiskolai és egyetemi tanár, politikus († 1998)
- október 7. – Tabi László újságíró, humorista († 1989)
- október 19. – Subrahmanyan Chandrasekhar indiai származású amerikai fizikus, asztrofizikus, matematikus († 1995)
- október 29. – Sértő Kálmán magyar költő († 1941)
- november 10. – Mosonyi Emil Kossuth- és Széchenyi-díjas vízépítő mérnök, az MTA rendes tagja († 2009)
- november 11. – Medovarszki Mihály: tanácselnök (polgármester), párttitkár, († 1979)
- november 10. – Szilvássy Margit operaénekes, érdemes művész († 1988)
- november 21. – Both Béla magyar színész († 2002)
- november 26. – Cyril Cusack dél-afrikai színész († 1993)
- november 27. – Kelly Johnson amerikai feltaláló, a Lockheed repülőgéptervezője († 1990)
- november 27. – Rubik Ernő gépészmérnök, repülőgép-tervező († 1997)
- december 8. – Karády Katalin színésznő († 1990)
- december 18. – Varga László magyar ügyvéd, író, politikus, a KDNP elnöke, országgyűlési képviselő († 2003)
- december 23. – Kurt Meyer volt SS-vezérőrnagy († 1961)
- december 28. – Harold Rhodes, amerikai zenész, feltaláló, a Rhodes elektromos zongora fejlesztője († 2000)
- december 29. – Ronald Coase, Nobel-díjas brit közgazdász († 2013)

## Halálozások

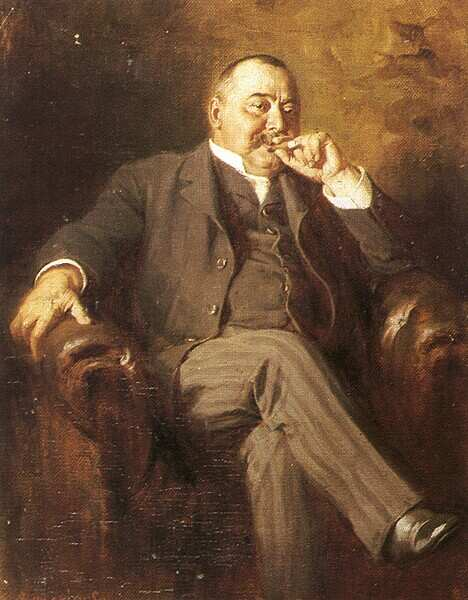
Mikszáth Kálmán

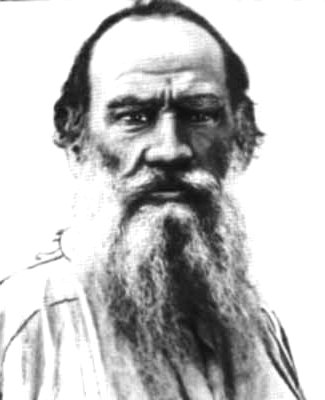
Lev Tolsztoj

- január 5. – Petelei István erdélyi magyar elbeszélő, író (* 1852)
- január 5. – Léon Walras közgazdász (* 1834)
- március 24. – Eugène-Melchior de Vogüé francia író, irodalomtörténész, diplomata (* 1848)
- április 2. – Boyd Alexander angol ornitológus (* 1873)
- április 21. – Mark Twain amerikai író (* 1835)
- április 26. – Bjørnstjerne Bjørnson norvég író, költő, újságíró (* 1832)
- május 6. – VII. Eduárd brit uralkodó (* 1841)
- május 28. – Mikszáth Kálmán író (* 1847)
- június 16. – Mihalik Dániel festőművész (* 1869)
- július 4. – Pap Henrik festőművész (* 1864)
- augusztus 3. – Katona Lajos néprajzkutató, filológus, irodalomtörténész, az MTA tagja (* 1862)
- augusztus 21. – Székely Bertalan magyar festő (* 1835)
- augusztus 26. – Stark Adolf kereskedő, szőlész-borász (* 1834)
- augusztus 26. – William James amerikai pszichológus, filozófus (* 1842)
- szeptember 2. – Henri Rousseau francia naiv festő (* 1844)
- szeptember 25. – Oskar Boettger német zoológus (* 1844)
- szeptember 28. – Ángel Sanz Briz spanyol diplomata, a Világ Igaza († 1980)
- október 19. – Luigi Lucheni olasz anarchista, Erzsébet császárné és királyné gyilkosa (* 1873)
- október 30. – Jean Henri Dunant, a Nemzetközi Vöröskereszt alapítója (* 1828)
- november 13. – Oetl Antal magyar vasöntő, gyáros, vasöntöde- és gépgyáralapító (* 1837)
- november 15. – Sisa Pista juhász, nógrádi betyár (* 1846)
- november 20. – Lev Nyikolajevics Tolsztoj, az orosz irodalom és a világirodalom egyik legnagyobb alkotója (* 1828)
- december 3. – Bruck Lajos magyar festőművész (* 1846)

## Nobel-díjasok
- A Nobel-díjat a svéd Alfred Nobel alapította, 1901 óta adják át, melyet a Svéd Királyi Tudományos Akadémia ítél oda a tudomány, az irodalom és humanitárius területen kimagasló eredményt elért magánszemélyeknek, illetve intézményeknek.

| Fizikai            | Johannes Diderik van der Waals holland matematikus, fizikus       |
| Kémiai             | Otto Wallach német kémikus                                        |
| Orvosi-fiziológiai | Albrecht Kossel német orvos                                       |
| Irodalmi           | Paul Heyse német író                                              |
| Béke               | Nemzetközi Békeiroda (Permanent International Peace Bureau) Svájc |